# Adviesraad voor Hakka-zaken
De adviesraad voor Hakka-zaken is een in 2001 gevormde uitvoerende yuan van de Republiek China (Taiwan). De raad houdt zich bezig met de Hakkacultuur en de dialecten van het Hakka. De ministers stammen af van de Hakka. De raad telt 21 tot 27 leden.
Tot 1 januari 2012 heette de raad "行政院客家委員會".

## Lijst van ministers
- Fan Guang-Chuin (范光群) 2001-2002
- Yeh Chu-Lan (葉菊蘭) 2002-2004
- Luo Wen-Chia (羅文嘉) 2004-2005
- Lee Yung-Te (李永得) 2005-2008
- Huang Yü-Jhen (黄玉振) 2008-2014
- Liu Ching-chung (劉慶中) 2014-2016
- Chung Wan-mei (鍾萬梅) 2016-2016
- Lee Yung-te (李永得) 2016-2020
- Yiong Con-ziin (楊長鎮) 2020-2024
- Gu Show-Faye (古秀妃) 2024-heden